# Lijstverbinding
Een lijstverbinding (of lijstencombinatie) is een electorale alliantie waarbij politieke partijen akkoord gaan dat hun reststemmen tijdens de verdeling van de restzetels onderling kunnen worden overgedragen. Bij de verdeling van de restzetels worden de partijen die onderling hun kandidatenlijsten verbonden hebben als één partij beschouwd. Dit biedt politieke partijen de mogelijkheid hun kansen op een restzetel te vergroten.

## België
In België is zowel lijstverbinding mogelijk tussen verschillende politieke partijen binnen hetzelfde kiesdistrict, als tussen dezelfde politieke partijen die niet in hetzelfde kiesdistrict gelegen zijn (apparentering). Lijstverbinding wordt vooral toegepast bij de provincieraadsverkiezingen. Lijsten uit verschillende provinciedistricten kunnen zich binnen één provincie met elkaar verbinden om meer kans te maken op restzetels. In de praktijk zijn dat altijd lijsten van dezelfde partij: de CD&V-lijst voor het provinciedistrict Antwerpen die zich verbindt met de CD&V-lijst voor het provinciedistrict Boom, bijvoorbeeld.
Tot aan het Vlinderakkoord (2011) was een lijstverbinding, binnen de voormalige provincie Brabant, ook mogelijk tijdens Kamerverkiezingen. De lijstverbinding was mogelijk tussen de kieskringen Leuven, Waals-Brabant en Brussel-Halle-Vilvoorde.
Er is wel één bijzonder geval dat erg lijkt op het Nederlandse systeem: voor de verkiezingen voor het Brussels Hoofdstedelijk Gewest kunnen lijsten van eenzelfde taalgroep zich aan elkaar verbinden, hoewel de kieskring hier het grondgebied van alle negentien Brusselse gemeenten bestrijkt. In de praktijk werd van dit systeem gebruikgemaakt door de Vlaamse partijen in de hoogdagen van het Vlaams Blok om te vermijden dat die partij in Brussel de absolute meerderheid aan zetels zou behalen bij de Brusselse Vlamingen uit vrees dat Brussel praktisch onbestuurbaar zou worden.

## Nederland
In Nederland bestond van 1973 tot 2017 de optie tot lijstverbinding, enkel tussen partijen die in alle kieskringen meededen. De mogelijkheid werd geboden in de Nederlandse Kieswet, in het artikel I 10 en verder. Wie van de deelnemende partijen binnen de lijstverbinding de extra restzetel(s) kreeg, was afhankelijk van de uitslag. Van de regeling werd gebruikgemaakt door partijen die zich min of meer verwant met elkaar voelen. Op Europees of plaatselijk niveau lag dit echter vaak compleet anders. 
De lijstverbindingen leverden voordelen op voor de verdeling van restzetels. In Nederland gingen de ChristenUnie en de Staatkundig Gereformeerde Partij geregeld lijstverbindingen aan. In 2012 werd er ook een aangegaan door de Partij van de Arbeid, GroenLinks en de Socialistische Partij.
In de jaren zeventig (de periode van polarisatie tussen de linkse partijen en hun liberale en confessionele tegenstrevers) was het gebruikelijk dat PvdA, D66 en PPR op landelijk niveau een lijstverbinding afsloten. Op lokaal gebied sloot ook de PSP zich daar regelmatig bij aan.
In verband met een afwijkende restzetelverdeling bij gemeenten tot 17 raadszetels (tot 20.000 inwoners) konden partijen gezamenlijk nog zetels verliezen.
Per 1 januari 2011 was het al het niet meer mogelijk om een lijstencombinatie aan te gaan voor Eerste Kamerverkiezingen. In december 2014 stemde een meerderheid van de Tweede Kamer voor een motie van het lid Taverne, waarin de regering werd opgeroepen een wetsvoorstel voor te bereiden om ook de mogelijkheid van het aangaan van lijstencombinaties bij andere verkiezingen te schrappen. De Kiesraad gaf eind juli 2015 aan geen bezwaar te zullen maken tegen afschaffing. In december 2015 diende de regering een daartoe strekkend wetsvoorstel in bij de Tweede Kamer. Op 27 juni 2017 stemde de Eerste Kamer voor het wetsvoorstel tot afschaffing van de lijstverbindingen. Per 1 december 2017 zijn lijstverbindingen in Nederland afgeschaft. Tijdens de herindelingsverkiezingen van 22 november 2017 is er het laatst gebruik gemaakt van de mogelijkheid lijstverbindingen aan te gaan.
De Staatscommissie parlementair stelsel heeft in 2018 gepleit om de in 2017 afgeschafte mogelijkheid tot het aangaan van lijstencombinaties opnieuw in te voeren. Als reden geven zij aan dat de Nederlandse politieke cultuur een stimulans in de richting van stembusakkoorden en blokpolitiek kan gebruiken.